# Josef Werner Leben
Josef Werner Leben (* 7. August 1931 in Dortmund; † 24. März 2010 in München) war ein deutscher Grafiker, Maler und Bildhauer.

## Leben

### Kindheit
Josef Werner Leben wuchs in Dortmund, in einem bescheidenen, vom Bergbau geprägten Umfeld auf. Sein Vater, an dem er sehr hing, war Bergwerks-Ingenieur, fiel in Italien als Soldat, kurz vor Ende des Zweiten Weltkrieges im April 1945. In den letzten Jahren des Krieges war Josef Werner Leben in Bayern mit anderen Schulkameraden an verschiedenen Orten untergebracht, auf einem Bauernhof in Niederbayern, in einem Schulheim in Bad Wiessee und am Ende des Krieges, beim Zusammenbruch, in Bad Reichenhall, da die Kinder aus bombenumkämpften Städten, wie Dortmund, in Sicherheit gebracht wurden. Das Ende, als die Alliierten in dieses Gebiet kamen, war ein Chaos und für alle Kinder, eine, für das spätere Leben, prägende Erfahrung. Josef Werner Leben hat diese Erlebnisse nie vergessen.

### Ausbildung
Wieder in Dortmund nach 1945, er war jetzt 14 Jahre, erhielt er neben seiner Schulausbildung Privatunterricht bei dem Maler Segall. Das Bedürfnis von Josef Werner Leben, zu malen, war schon früh erkennbar, als er mit 10 Jahren ein Leintuch im Keller aufspannte und versuchte, ein Bild von Jakob van Ruisdael in der Größe des Leintuches zu kopieren. Mit 17 Jahren, 1948, gewann er einen Wettbewerb, der von den Regierungen Deutschlands und Englands gefördert wurde. Das Plakat über die „Freundschaft der beiden Völker“ ermöglichte ihm die Zulassung zur Akademie der bildenden Künste in Düsseldorf, wo er Max Ernst und Oskar Kokoschka kennenlernte. Nach seinem Abschluss im Jahre 1953 begann er an der Werkkunstschule Wuppertal, Vorläufer der heutigen Folkwang Universität, sein Werbestudium.
Neben seinem Studium volontierte Leben in einem Zeichenbüro einer Kranbaufirma als technischer Zeichner, gelegentlich arbeitete er unter Tage in einer Kohlemine oder half 1956 beim Messeaufbau in Leipzig. Durch seine grafische Tätigkeit und sein Interesse an neuen Kontakten, die für seine berufliche Karriere förderlich waren, ergab sich, dass 1956 auf der Leipziger Messe, ein Messebesucher ihn einlud, nach Brasilien zu kommen.

### Übersiedlung nach Südamerika
1956 reiste er nach Brasilien, begann seine Arbeit als Grafiker und war entschlossen, in Brasilien zu bleiben. Er bereiste die meisten Länder Südamerikas, wie Peru, Chile, Bolivien, Uruguay, Paraguay und Mexiko. Bis 1961 arbeitete er als Grafiker in São Paulo für internationale Firmen. Am 11. September 1961 wurde er in seiner Wohnung in der Avenida Paulista in São Paulo in den frühen Morgenstunden wegen Spionage festgenommen. Man fand in seiner Wohnung Material, das grafischen Arbeiten diente.

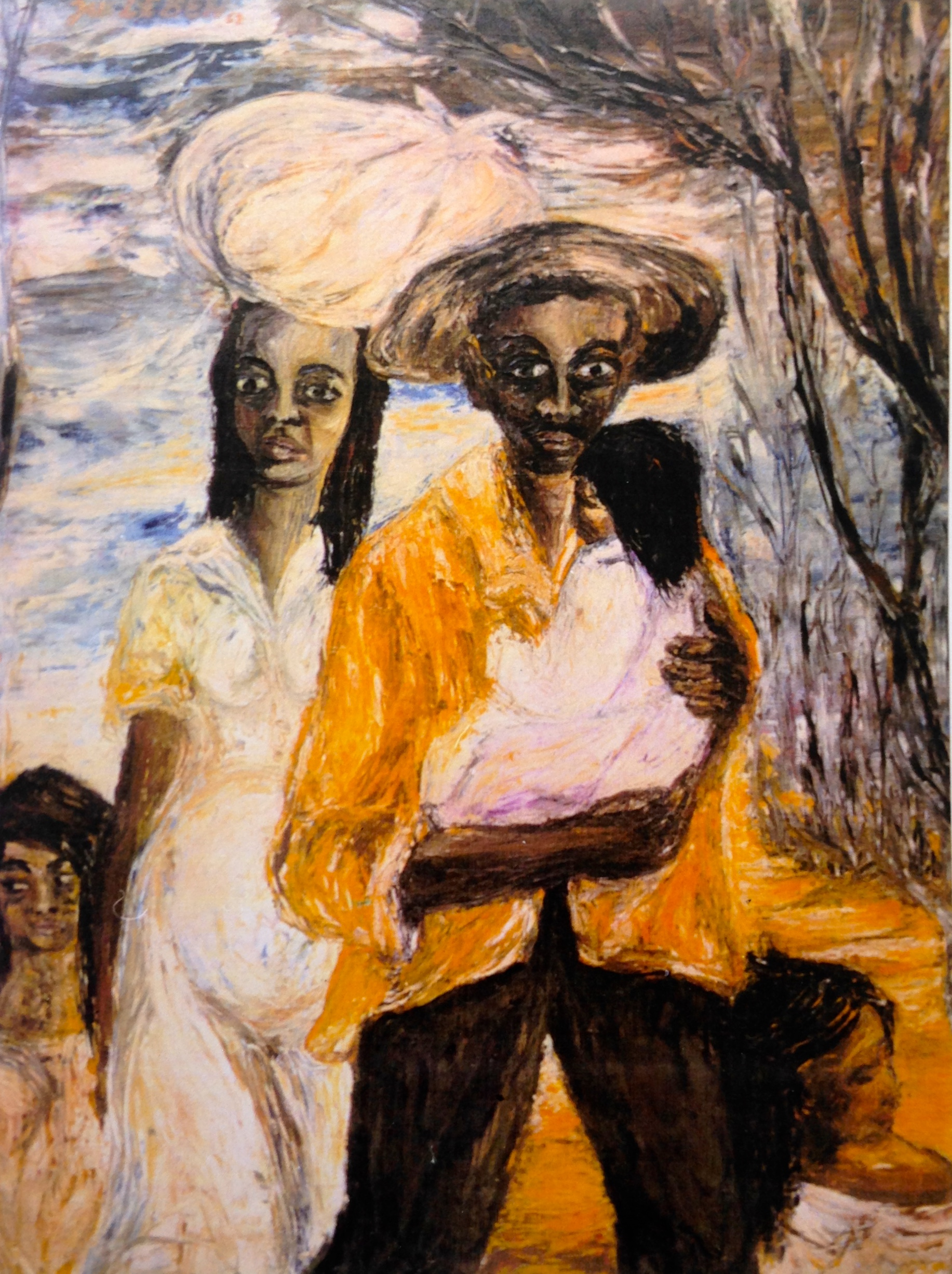
„Familie brasilianischer Landarbeiter“

Nach einjähriger Untersuchungshaft, ohne Anklage, begann ein neun Jahre dauernder Prozess. Diese Zeit nutzte Josef Werner Leben, um zu malen. Es entstanden viele Bleistiftskizzen, die oft Vorlage für seine Gemälde waren. Schon in den ersten Jahren der Haft gab es Ausstellungen seiner Werke in namhaften Galerien, wie der Galeria de Arte Uirapuru in São Paulo, jedoch ohne seine persönliche Anwesenheit, die man ihm verwehrte. Künstler, wie Candido Portinari stellten mit ihm aus.
Bis 1971 konnte Josef Werner Leben auf beachtliche Ausstellungen seiner Werke, die unter extremen seelischen Auseinandersetzungen entstanden sind, zurückblicken.

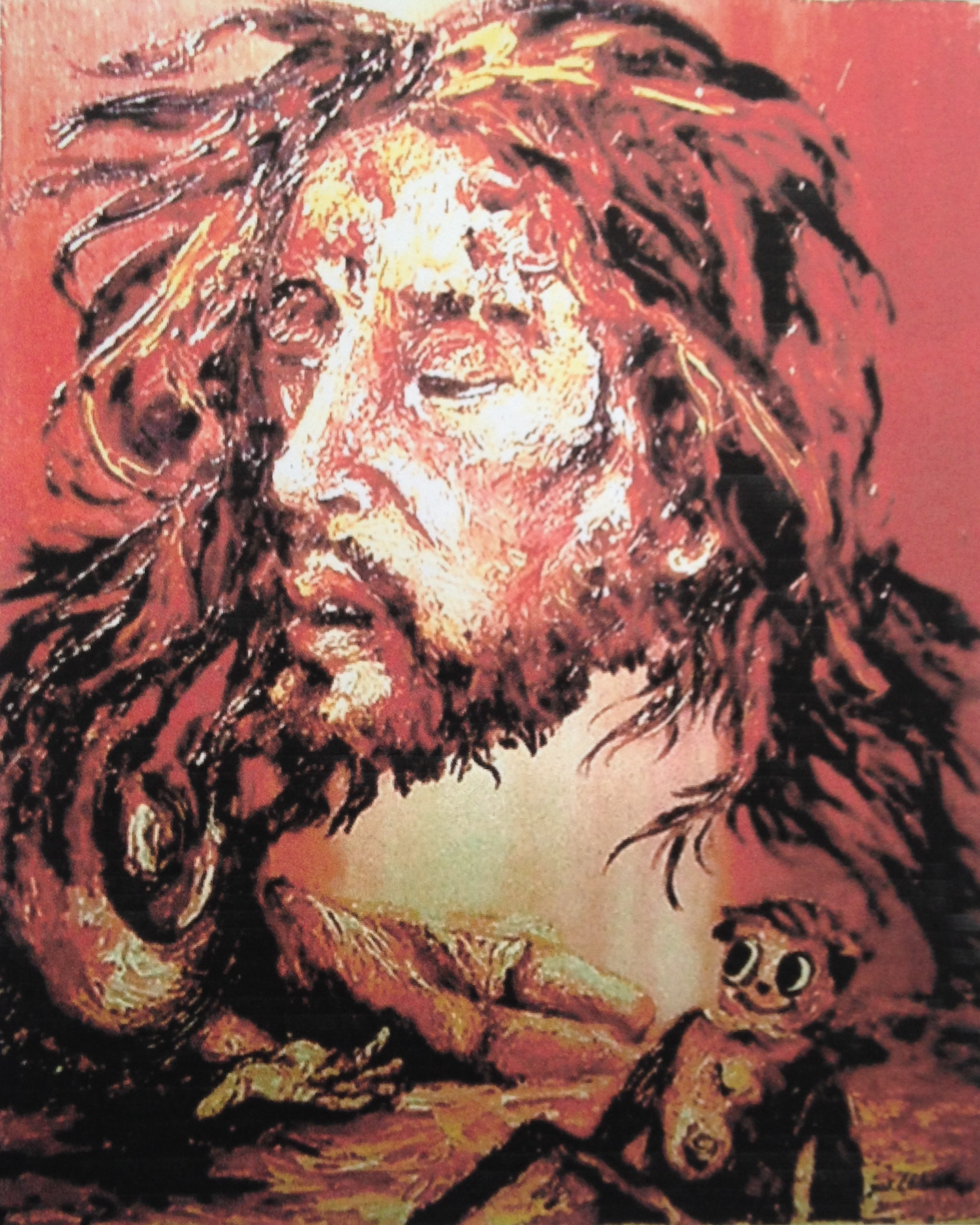
„Die Marionette Jo und Christus“

Die Christusfigur, in 15 Stationen von 1966/67 in Spachtel-Technik mit dickem Farbauftrag gemalt, war für Josef Werner Leben in ihrer historischen Bedeutung, Symbol des Leidens, der Auferstehung und der Hoffnung auf eine bessere Welt.

„„Ja, ich bin ein Christ, weil Christus mir oft begegnet in der ganzen Menschheit, die von ihren Ideen verfolgt, von ihrem Streben nach Würde, nach Brot, nach Freiheit“
Ich zeige nur, was ich über diese wehrlose, teilweise zerstörte Menschheit weiss. Wir leben in einer Zeit extremer Kontraste, ideologischer und kultureller Zusammenstösse. In meiner frühesten Jugend von 1939 bis 1945 litt ich unter den Schrecken des Krieges.
Mein Geist war besessen von der Idee der Freiheit. In jeder Hinsicht, versuche ich seitdem - mit Öl und Tinte - die Niederlagen und Hoffnungen zu zeigen. Expressionismus ist eine Schule, die mit der Bitterkeit des Lebens verbunden ist.“

### Zurück in Deutschland
Nach seiner Rückkehr aus Brasilien 1971 über Paris nach München arbeitete Josef Werner Leben in seinem Beruf als freischaffender Grafiker und Maler, mit kurzzeitigen Unterbrechungen, die ihn mit Auftragsarbeiten, etwa Wandmalereien, nach Spanien führten. Neben seiner Arbeit als Grafiker war die Malerei für Josef Werner Leben ein Privileg, sich in geistiger Freiheit, frei von Zwängen und Normen, mitzuteilen. Im Jahr 1972 wurden beachtliche Ausstellungen mit seinen Werken in Argentinien, Brasilien und Mexiko gezeigt. Der mexikanische Maler David Alfaro Siqueiros lud ihn zu sich nach Mexiko-Stadt ein, machte das Angebot, mit ihm zu arbeiten, auf dem Gebiet der Wandmalerei. Da David Alfaro Siqueiros ein Jahr später verstarb, kam es nicht zu dem gewünschten Ortswechsel von Josef Werner Leben von Deutschland nach Mexiko.

## Werk

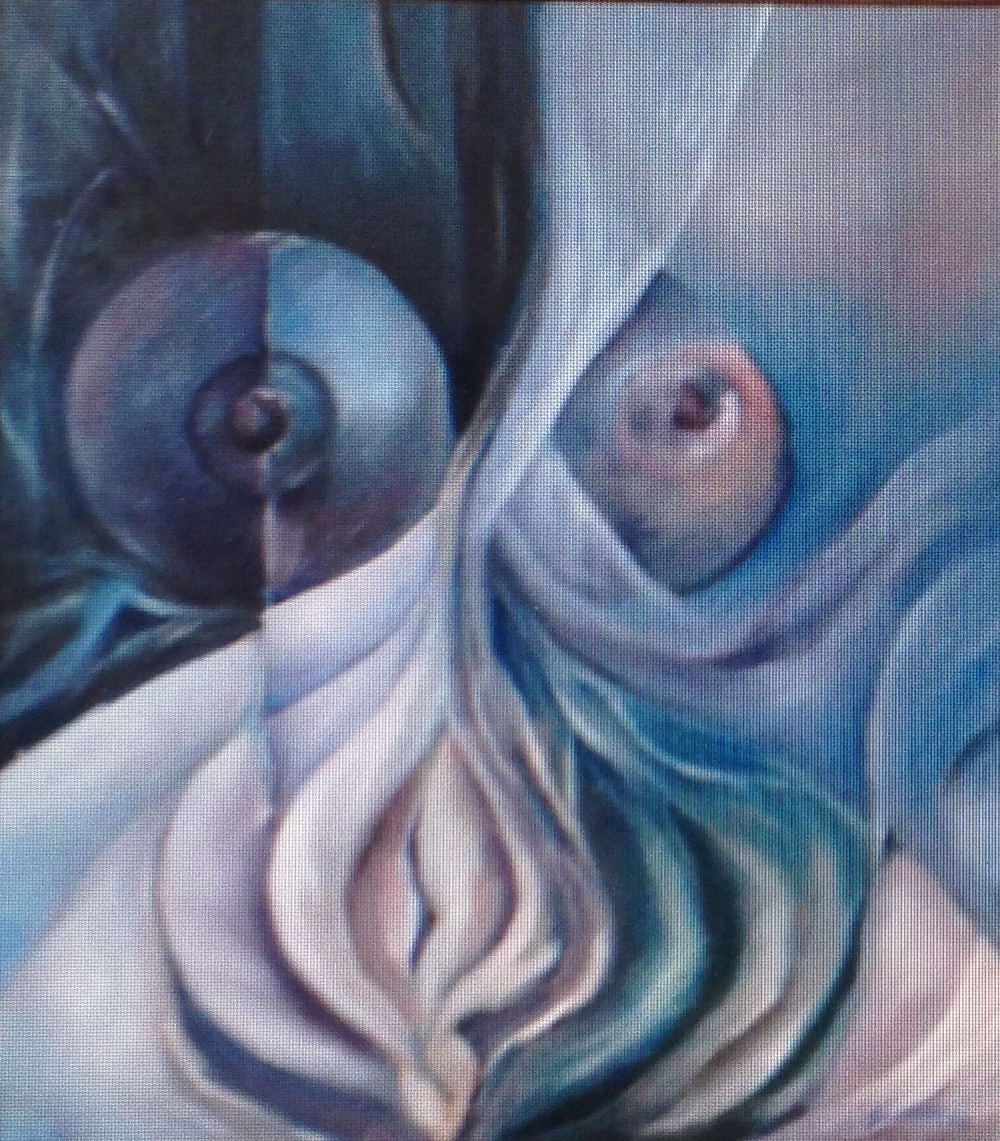
„Eis-Blau“, Josef Werner Leben, 1985

Die Malweise in den Jahren von 1961 bis 1970 war expressiv. Häufig benutzte er Spachtel und dicke Farbe. Religiöse und profane Themen wechselten sich ab. Der Übergang vom Expressionismus zum Surrealismus war fließend.
Das Leiden transformierte Josef Werner Leben in eine Ebene, die seelische Zustände sichtbar macht. Mit seinen, in Ausstellungen viel Aufsehen erregenden Werken, gewann Josef Werner Leben einen hohen Bekanntheitsgrad in den südamerikanischen Ländern und darüber hinaus. Die Malerei ist von unterschiedlichen Stilrichtungen beeinflusst. Motive seiner Ölbilder gleichen ab 1980 traumhaften Gebilden mit pflanzlichen und figürlichen Formen. Feine Pinselführung, mit Fokus auf Details, durch Schicht für Schicht aufgetragene lasierende Farben, lassen Bildtiefen entstehen, die sich kulissenartig aneinander reihen. Vom humanistischen Expressionismus, von Vorbildern, wie Francisco de Goya, Diego Velázquez, El Greco beeinflusst, fand Josef Werner Leben, zu eigener Handschrift.
Josef Werner Lebens Werke befinden sich in zahlreichen privaten und staatlichen Sammlungen Südamerikas und Europas.

## Ausstellungen
- JOSE GERALDO VIEIRA, Galeria de Arte CONCRETA, São Paulo, 5. Mai 1970
- Galeria de Artes UIRAPURU, São Paulo, 17. Dezember 1970
- Galeria CONTRASTE, São Paulo, 7. August 1971
- Galerie 2000, München, 6. Juli 1972